# Cryptantha virens
Cryptantha virens là loài thực vật có hoa trong họ Mồ hôi. Loài này được (Pohl) Reiche mô tả khoa học đầu tiên năm 1907.